# Сухояш
Сухояш — река в России, протекает по Татарстану. Устье реки находится в 273 км по левому берегу реки Ик. Длина реки составляет 11 км, площадь водосборного бассейна 86 км².
Образуется слиянием рек Улусаз и Амерузан. Вблизи устья протекает через озеро Искгаул.

## Данные водного реестра
По данным государственного водного реестра России относится к Камскому бассейновому округу, водохозяйственный участок реки — Ик от истока и до устья, речной подбассейн реки — бассейны притоков Камы до впадения Белой. Речной бассейн реки — Кама.
Код объекта в государственном водном реестре — 10010101312111100028565.